# Corno francese nel jazz
Sebbene il corno francese sia utilizzato principalmente nei brani di musica classica, a metà del XX secolo ha fatto irruzione nel mondo del jazz. Sebbene lo strumento rimanga relativamente raro, il ruolo del corno francese nel jazz si è sviluppato dai suoi inizi negli anni '40 fino agli anni 2010. Si noti che l'espressione "corni" nel jazz è spesso usata colloquialmente per riferirsi a tutti gli strumenti a fiato utilizzati nel jazz, come ad esempio, la tromba, il sax, il trombone, ecc.

## Gli inizi
La Claude Thornhill Orchestra fu il primo gruppo ad incorporare il corno francese in una jazz band. All'inizio del 1940, la Claude Thornhill Orchestra si era trasferita nel sud della California. Durante questo periodo, la band di Thornhill stava muovendo il jazz in una direzione completamente nuova, creando un suono completamente nuovo. La band originale di Thornhill era composta da dodici musicisti, che suonavano tutti strumenti tradizionalmente "jazz". Quando Thornhill assunse Bill Borden come arrangiatore, crearono un gruppo con uno stile più orchestrale. Il loro nuovo sound richiedeva l'uso di strumenti che non erano tipici del jazz e il missaggio di voci strumentali insolite.
Più o meno nello stesso periodo, Julius Watkins si unì a una jazz band di sei membri che suonava il corno francese. Watkins aveva già lavorato ed era stato in tournée con la band di Ernie Fields per tre anni, suonando parti di tromba extra solo se necessario. La band suonò insieme per un breve periodo, circa un anno, e poi si sciolse nel 1943. Dopo aver suonato in gruppi da ballo per alcuni anni, a Watkins fu offerto di suonare nella jazz band di Milt Buckner a Detroit. Si ritrovò quindi molto richiesto, come unico suonatore di corno jazz francese nel Midwest. Watkins suonò non solo con la band di Buckner nelle date di registrazione, ma anche con il piccolo gruppo di Milt Jackson. Registrò il suo primo brano solista con la band di Buckner nel 1949, una canzone intitolata Yesterdays.
Negli anni '50, ascoltare il corno francese nel jazz non era così comune come si potrebbe pensare, anche se le band lo utilizzavano già da quasi un decennio. La band di Lionel Hampton prese piuttosto casualmente  al corno francese Willie Ruff nel 1954. Dopo che la band di Hampton suonò al The Ed Sullivan Show, Ruff chiamò il suo amico Ivory Mitchell, il pianista del gruppo, che convinse Ruff a suonare con il gruppo per una esibizione il giorno successivo. Subito dopo la fine dello spettacolo, Hampton assunse Ruff nel gruppo.

## Ruoli principali
Dopo che il corno francese ebbe trovato casa in gruppi più grandi, molti musicisti furono frustrati dal trovarsi bloccati in un ruolo di supporto. Molti importanti musicisti di corno francese si esibirono in piccoli gruppi, conferendo allo strumento un ruolo da protagonista nelle combo jazz. Un buon resoconto della presenza del corno francese nel jazz è lo studio di Ronald Sweetman, A Preliminary Chronology of the Use of the French Horn in Jazz.

### Sestetto di Julius Watkins
Nel 1950 Watkins si trasferì a New York per studiare alla Manhattan School of Music. Mentre lavorava con il gruppo di Milt Buckner, Watkins sentiva di non essere adeguatamente integrato nel gruppo rispetto agli arrangiamenti di Buckner. Continuò a registrare con artisti importanti come Thelonious Monk, ma non era più soddisfatto di essere un sideman. Nel luglio 1954 nasce il Julius Watkins Sextet. La squadra comprendeva Watkins al corno francese, Frank Foster al sassofono tenore, Perry Lopez alla chitarra, Oscar Pettiford al basso, Kenny Clarke alla batteria e George Butcher al pianoforte. Insieme il sestetto ha registrato nove brani su due album. Lo stesso Watkins ha scritto sei composizioni originali presenti in quegli album.

### Duo Mitchell-Ruff
Ruff e Ivory Mitchell se ne andarono per formare il Mitchell-Ruff Duo dopo aver lasciato la band di Lionel Hampton. A quanto pare, Ruff e Mitchell suonavano insieme quando erano di stanza alla Lockebourne Air Base fuori Columbus, Ohio. La prima volta il duo vedeva Mitchell al piano e Ruff al basso, che scelse di suonare su richiesta di Mitchell. Questa volta Ruff suonò il corno francese, occasionalmente il basso e Mitchell il pianoforte. Lavorarono instancabilmente e suonarono accanto a numerosi gruppi popolari, esibendosi durante gli intervalli al Café Bohemia per Max Roach, Stan Getz, Horace Silver, J.J. Johnson e Jimmy Smith.
Il duo si trasferì dal Café Bohemia a Birdland quando furono ingaggiati come band di intervallo di Count Basie. Sapendo che non potevano competere direttamente con il blues hard-swinging di Basie, il duo sfruttò il contrasto con il suono di Basie, suonando con un suono morbido e pastoso. Presentando il loro diverso sound, Ruff e Mitchell continuarono a ricevere prenotazioni da Birdland per suonare in altri gruppi come Miles Davis, Dizzy Gillespie, Sarah Vaughan, Lester Young, Dinah Washington e altri.

## L'influenza di Gil Evans
Dopo aver lavorato con Claude Thornhill e aver fatto arrangiamenti per la sua orchestra, iniziò ad arrangiare per Miles Davis. Nel 1948 venne formato il Miles Davis Nonet con un suono completamente diverso da qualsiasi cosa gli ascoltatori di jazz avessero mai sentito prima. L'idea originale del nonetto era quella di ottenere un suono simile alla Thornhill Orchestra ma con meno personale. Il gruppo diede al jazz una nuova strada, allontanandosi dalle grandi big band, allora popolari. Adottarono tuttavia la nuova strumentazione con il corno francese, che sarebbe rimasta negli arrangiamenti di Evans per tutto il resto della sua carriera.
Il Miles Davis Nonet registrò Birth of the Cool dal gennaio 1949 al marzo 1950 e nelle registrazioni alternava tre diversi suonatori di corno francesi, Gunther Schuller, Junior Collins e Sandy Siegelstein.
Gil Evans continuò ad arrangiare e comporre dopo aver lasciato Miles Davis. Creò una grande orchestra jazz, composta da oltre 16 musicisti. Evans arrangiò e registrò fino agli anni '80. La maggior parte delle sue registrazioni con la sua orchestra incorporavano il corno francese e altri strumenti jazz non tradizionali. Evans permise ai suonatori di corno francesi di avere un ruolo più stabile nel suonare e registrare il jazz.

## La terza corrente
Il termine third stream (terza corrente) fu coniato nel 1957 da Gunther Schuller, compositore e cornista, per descrivere una fusione tra improvvisazione jazz e musica classica. Questo nuovo genere diede al corno francese un posto più definitivo che i gruppi jazz tradizionali non potevano offrire.

### John Graas
John Graas è uno dei più importanti arrangiatori di jazz orchestrale. Prima di arrangiare Graas aveva suonato il corno francese con molti musicisti jazz famosi come Paul Whiteman, Stan Kenton e Glenn Miller. All'inizio degli anni '50 iniziò a comporre musica del third stream, anche prima che esistesse un termine per definirla. Nel corso della sua carriera ha arrangiato e suonato molte canzoni popolari jazz. I suoi più grandi successi sono però le sue composizioni jazz per orchestra con corno francese.

### Gunther Schuller
Da giovane Gunther Schuller ascoltava sia musica jazz che classica. Essendo cresciuto in una casa con suo padre violinista, in origine considerava la musica classica di qualità musicalmente e culturalmente superiore rispetto al jazz.  Una notte Schuller ebbe la rivelazione, ascoltando Duke Ellington, che il jazz non era così poco colto come suo padre lo aveva inizialmente considerato. Iniziò a trascrivere le registrazioni di Ellington e a studiare il suo lavoro, in modo molto simile a come aveva iniziato con le registrazioni classiche. Dopo un po' Schuller iniziò a suonare in gruppi jazz, in un'epoca in cui c'erano ancora relativamente pochi corni francesi nei gruppi jazz.
Schuller iniziò a dirigere lavorando in gruppo con J. J. Johnson. Johnson avrebbe scritto enormi opere in più movimenti e Schuller, essendo l'unico direttore d'orchestra, fu lasciato ad accoglierle. Si occupò poi di comporre e arrangiare, anche se in precedenza aveva iniziato a comporre senza essere riconosciuto. Il suo primo pezzo, Jumpin in the Future, era una composizione jazz atonale basata su musica a 12 toni.
Tuttavia, una volta che Schuller iniziò a comporre, smise di suonare il corno francese. Una volta trascorso troppo tempo lontano dallo strumento, credeva di non avere più le capacità per continuare a suonare. Tuttavia, la maggior parte dei suoi lavori del third stream includono parti di corno.

## Il corno francese contemporaneo nel jazz
Molti suonatori di corno francese di jazz contemporaneo si sono fatti un nome negli anni '70, '80, '90 e 2000. Alcuni famosi cornisti jazz hanno imparato privatamente dai rivoluzionari suonatori di corno jazz. Oltre a quelli menzionati di seguito, altri importanti musicisti jazz francesi comprendono Robert Routch, Adam Unsworth, Jim Rattigan, Richard Todd, Arkady Shilkloper, Giovanni Hoffer, Sharon Freeman, Peter Gordon e Marshall Sealy.

### Musicisti

#### John Clark
John Clark è forse il più prominente cornista francese nel jazz dopo Julius Watkins, e suona in molti concerti jazz e in studio, ed è ancora attivo oggi.

#### Adam Unsworth
Il solista e artista discografico Adam Unsworth è professore associato di corno presso l'Università del Michigan ad Ann Arbor. Come esecutore si dedica alla commissione e all'esecuzione di opere di compositori viventi, con l'obiettivo di espandere il repertorio e ridefinire i confini del corno francese. Il suo ultimo album intitolato Balance è una registrazione jazz per corno francese, quintetto jazz e orchestra da camera, che presenta gli arrangiamenti delle sue composizioni originali.

#### Tom Bacon
Tom Bacon è considerato uno dei fondatori del moderno corno francese nel jazz. Dopo la morte di Julius Watkins Tom Bacon riprese la sua idea di inserire il corno in un contesto jazz. È un virtuoso, inizia la sua carriera professionale a 18 anni con la Chicago Symphony Orchestra. Sebbene la maggior parte della sua educazione musicale non sia stata nel jazz, Bacon è stato ispirato da grandi come Duke Ellington ed Ella Fitzgerald a suonare il jazz. Ha registrato un album, The Flipside, con materiale scritto esclusivamente per corno francese jazz solista; sette dei lavori sono stati scritti appositamente per Bacon e due sono stati scritti da lui stesso.

#### Tom Varner
Tom Varner è oggi uno dei più noti musicisti jazz di corno francese. Ha studiato con Julius Watkins negli anni '70. Dopo aver lavorato come sideman con molti importanti musicisti e gruppi jazz, è diventato leader del suo gruppo. A partire dagli anni '80 ha fondato i propri gruppi con il corno francese. Ancora oggi compone e dirige registrazioni. Dopo anni vissuti a New York, Varner vive a Seattle lavorando al Cornish College of the Arts.

#### Vincent Chancey
Un altro allievo di Julius Watkins, Vincent Chancey è un altro esempio di artisti contemporanei che mettono in risalto le loro abilità con il corno francese nel jazz. Dopo aver suonato come sideman in oltre 150 registrazioni, Chancey iniziò a registrare i propri album jazz, utilizzando il corno. Il suo primo album pubblicato nel 1993, intitolato Welcome, Mr. Chancey, comprendeva un quartetto con Chancey al corno con chitarra elettrica, basso e batteria. Nel 1996 pubblicò un secondo album, Vincent Chancey e Next Mode, con se stesso e altri quattro strumenti, sassofono tenore, pianoforte, basso e batteria.

#### Arkady Shilkloper
Nato a Mosca, Arkady Shilkloper ha padroneggiato tecniche estese sia per il corno francese che per il corno delle Alpi. Secondo Leonard Feather, il suo controllo del corno francese e la sua creatività hanno stabilito un nuovo standard.

#### Mark Taylor
Nato a Chattanooga, Tennessee, Mark Taylor è un membro della "prossima generazione" di cornisti jazz francesi. Dopo gli studi universitari con Dave Holland e George Russell al New England Conservatory of Music di Boston, Mark si è trasferito a New York dove si è esibito e registrato con una serie di giganti moderni e ha pubblicato tre CD come leader, QuietLand su Mapleshade Records e Circle Squared e At What Age sulla sua etichetta Taymons Music. Mark ha lavorato con la leggenda del jazz Max Roach come solista e con i compositori all'avanguardia acclamati dalla critica Henry Threadgill (Very Very Circus), Muhal Richard Abrams e Anthony Braxton, tra gli altri. Si è esibito in jazz club, festival e sale da concerto dalla Finlandia alla Siria ed è stato uno degli artisti principali al primissimo Julius Watkins Jazz Horn Festival alla Knitting Factory di New York.

#### Alex Brofsky
Dopo aver registrato stili jazz più "tradizionali" con artisti di rilievo come Sonny Rollins, Miles Davis e Gil Evans, Alex Brofsky ha portato il corno francese nell'acid jazz. Ha sperimentato molti stili diversi e ha trovato successo con la sua acid jazz band AB+. Il suo ultimo lavoro è uno sforzo collaborativo con il cantante Michael Slattery (Helen's Funeral Band - Living Slowly). Pubblicherà anche un album attraverso un'etichetta britannica, Adaptation Music. Alex Brofsky è presente nel film di Stalley Ohio nel 2014. Ha scritto e suonato le parti del corno francese e del pianoforte Rhodes 73 su un ritmo di D.A. Doman per la canzone What it Be Like. Il brano è stato prodotto da David D.A. Doman per la Maybach Music e presenta Stalley e Nipsey Hussle.

### Festival jazz del corno francese Julius Watkins
Il Julius Watkins Jazz French Horn Festival è stato organizzato da Tom Varner e si è tenuto ogni anno dal 1994 al 1998 a New York, a partire dalla Knitting Factory. Il Festival è stato creato per onorare l'eredità di Watkins e promuovere il continuo progresso dell'arte del corno nel jazz. Nei suoi primi cinque anni, artisti e relatori includevano Varner, John Clark, Vincent Chancey, Mark Taylor, David Amram, Doug Hill, Deborah Thurlow, Robert Routch, Marshall Sealy, Alex Brofsky, e Ray Alonge. Dopo una pausa di 11 anni, il festival è stato ripreso nel 2009 da Tom Varner a Seattle presso il Cornish College of the Arts, con la partecipazione di Varner, Vincent Chancey, John Clark e Adam Unsworth, tutti i principali cornisti jazz contemporanei.